# Луценко Олексій Олександрович
Луценко Олексій Олександрович (7 вересня 1992, село Велика Малишка, Північноказахстанська область, Казахстан) — казахстанський професійний шосейний велогонщик. Чемпіон світу до 23 років у груповій гонці 2012 року. З 2013 року виступає за велокоманду Astana Pro Team.

## Біографія
Олексій народився в селі Велика Малишка Кизилжарського району Північно-Казахстанської області. Земляк найзнаменитішого велогонщика Казахстану Олександра Винокурова, який родом із сусіднього села Бішкуль.
Луценко до 7 класу навчався у сільській середній школі і ганяв велосипед, мріючи про славу свого кумира. Пізніше перейшов до обласної спеціалізованої школи-інтернат для обдарованих в спорті дітей в Петропавловську. У 2007 році в 15-річному віці виконав норматив майстра спорту РК і потім поступив до академії спорту «Кокше» (місто Кокшетау).
Також тренувався в Школі вищої спортивної майстерності у заслуженого тренера РК Віктора Потапова і тренера Володимира Ремиги. У 2010 році виграв чемпіонат Азії серед юніорів і став майстром спорту міжнародного класу.
У 2011-2012 роках ганявся в молодіжній команді Astana Continental Team.
У вересні 2012 року після перемоги на чемпіонаті світу до 23 років у груповій гонці 20-річний Луценко підписав 3-річний контракт з професійною велогрупою Pro Team Astana, генеральним менеджером якої був Олександр Винокуров.
Влітку 2013 року за цю перемогу на чемпіонаті світу до 23 років у груповій гонці отримав звання заслуженого майстра спорту Республіки Казахстан
В серпні 2016 року Pro Team Astana продовжила контракт з Луценком ще на два роки.
У лютому 2017 року Луценко у складі збірної Казахстану (аліас молодіжний склад Pro Team Astana) став чемпіоном Азії в командній гонці на шосе в Бахрейні, а 23 серпня вперше виграв етап (5-й етап) на Гранд турі — Вуельта Іспанії.

## Перемоги
| 2010 - Чемпіонат Азії серед юніорів (Шарджа, ОАЕ): - Чемпіон в груповій гонці - Віце-чемпіон в індивідуальній гонці на час 2012 - Джиро Валле-д’Аости — 5 етап - Тур Болгарії — 1 етап - Тур де л'Авенір — 5 етап - Чемпіон світу до 23 років в груповій гонці (Лімбург, Нідерланди) 2014 - Тур Данії — 5 етап - Літні Азійські ігри 2014 (Інчхон, Південна Корея): - Чемпіон в командній гонці на час - Переможець другого «Тура Алмати» | 2015 - Тур Швейцарії - 8 етап - Чемпіон Казахстану в індивідуальній гонці (Петропавловськ) - Переможець третього «Тура Алмати» 2016 - Париж — Ніцца - 5 етап - Бронзовий призер гонки Три дні Де-Панне 2016 (Бельгія) - Переможець четвертого «Тура Алмати» - Переможець «Тура Хайнаня» (Китай) - «Тур Хайнаня» - 8 етап 2017 - Чемпіон Азії в командній гонці по шосе (Бахрейн) - Бронзовий призер одноднівки Dwars door Vlaanderen (Нідерланди) - Вуельта Іспанії — етап 5 |

## Звання та нагороди
Заслужений майстер спорту Республіки Казахстан (2013)

## Статистика виступів на Гранд Турах
| Гранд Тур | 2013 | 2014 | 2015 | 2016 |
| --------- | ---- | ---- | ---- | ---- |
| Джиро     | -    | -    | -    | -    |
| Тур       | схід | -    | -    | 62   |
| Вуельта   | -    | 100  | -    | -    |